# Johannes Ludwig (Architekt, 1815)
Johannes Ludwig (* 23. November 1815; † 4. Juli 1888 in Chur) war ein Schweizer Architekt.

## Leben und Wirken

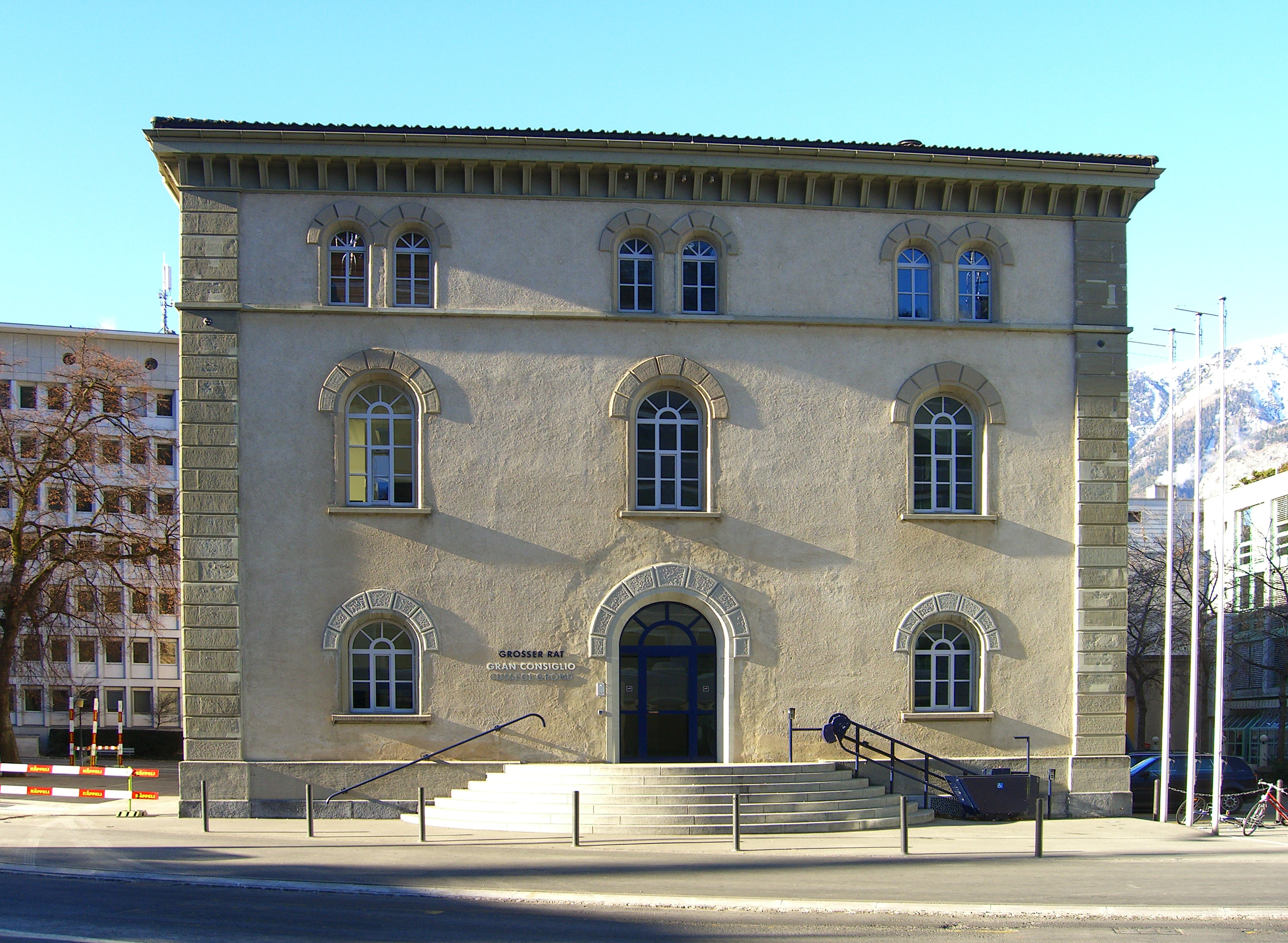
Das Zeughaus, heute Grossratsgebäude, in Chur, 1861–1863 erbaut

Johannes Ludwig, der in Chur wohnte und dort Ratsherr war, hatte sich wohl autodidaktisch vom Maurer und Zimmermann zum Baumeister fortgebildet. Sein Wirkungsfeld reichte über Graubünden hinaus, wo er Werke in Chur, Thusis und Davos, im Engadin und im Prättigau schuf. Daneben errichtete er Gebäude in Glarus – er gehörte zu den meistbeschäftigten Architekten nach dem verheerenden Stadtbrand von 1861 – und an den oberitalienischen Seen, etwa das Grand Hotel Bellagio am Comer See.
Sein Hauptwerk war die Villa Planta, ein damals am Churer Stadtrand gelegenes herrschaftliches Wohnhaus für den weltläufigen, aus Ägypten zurückgekehrten Baumwollindustriellen und Kaufmann Jacques Ambrosius von Planta. Die reiche Ausstattung, Raumdiposition mit dem zentralen, überkuppelten Atrium und kostbarer Fassadenschmuck erregten Aufsehen und wurden fachlich gewürdigt.

## Werke (Auswahl)
- Zeughaus, Chur, 1861–1863
- Katholisches Pfarrhaus, Glarus, 1862
- Reformiertes Pfarrhaus, Glarus, 1862
- Reithalle, Chur, 1864

- Villa Planta, Chur, 1874–1876

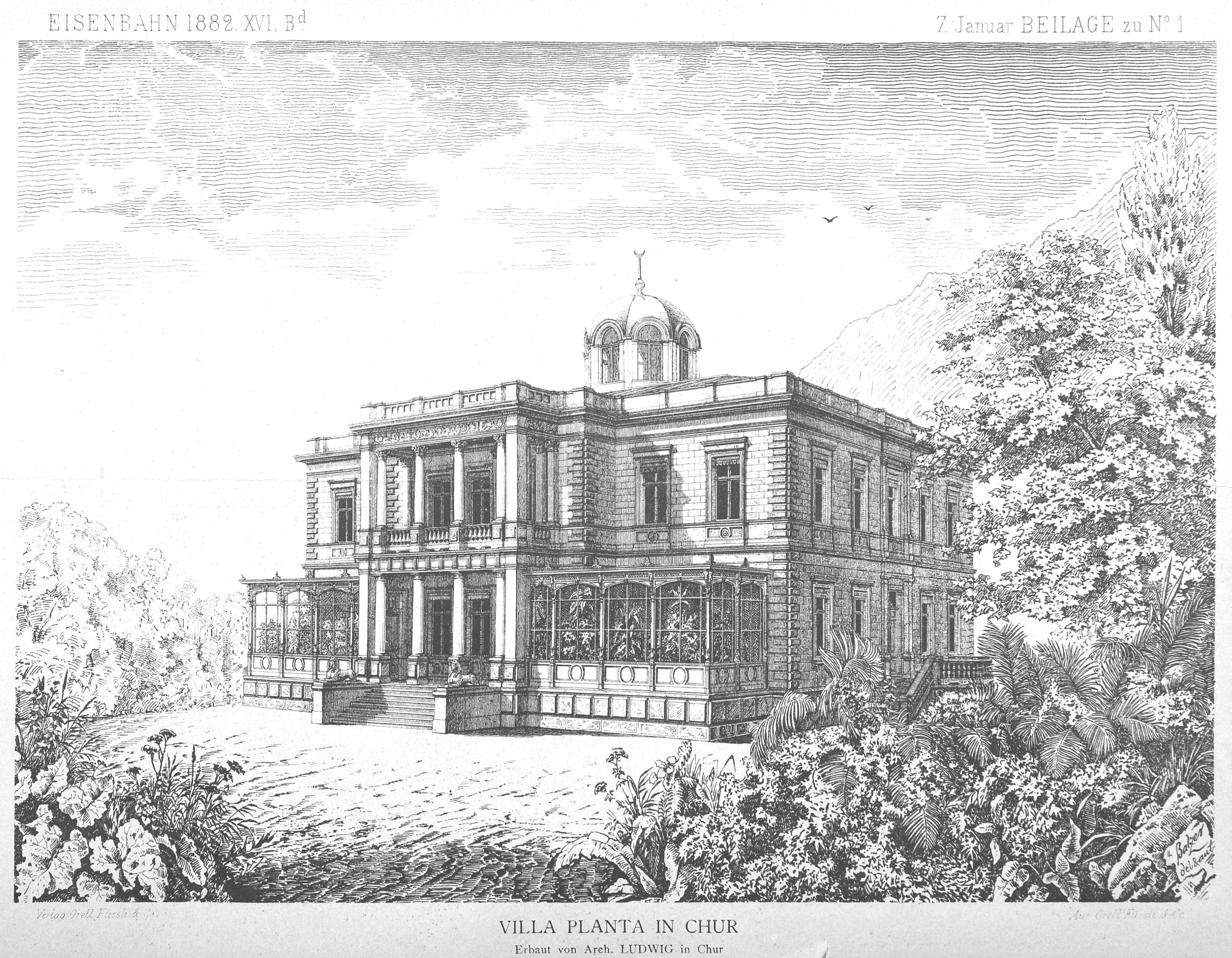
Die Villa Planta, heute Bündner Kunstmuseum in Chur, 1874/1875 erbaut

- Staats- und Bankgebäude, Chur, 1877–1878
- Kaserne, Chur, 1880–1887

## Belege
1. ↑  Necrologie: Ludwig, Johannes. In: Schweizerische Bauzeitung. Band 12, Nr. 2, 1888, S. 14 (e-periodica.ch).
2. ↑  Villa Planta in Chur. In: Die Eisenbahn. Band 16, Nr. 1, 1882, S. 1 ff., doi:10.5169/seals-10211.

| Personendaten    | Personendaten       |
| ---------------- | ------------------- |
| NAME             | Ludwig, Johannes    |
| KURZBESCHREIBUNG | Schweizer Architekt |
| GEBURTSDATUM     | 23. November 1815   |
| STERBEDATUM      | 4. Juli 1888        |
| STERBEORT        | Chur                |